# Casimiro Castillo (kommun)
Casimiro Castillo är en kommun i Mexiko.   Den ligger i delstaten Jalisco, i den södra delen av landet, 600 km väster om huvudstaden Mexico City. Antalet invånare är 18 913. Arean är 455 kvadratkilometer.
Terrängen i Casimiro Castillo är kuperad åt sydväst, men åt nordost är den bergig.
Följande samhällen finns i Casimiro Castillo:
- La Resolana
- Lo Arado
- Coyamel
- Francisco I. Madero
- Nuevo Centro de Población las Ramas
- Ejido Modelo